# Малатеста IV Малатеста
Вижте пояснителната страница за други личности с името Малатеста Малатеста.
Малатеста IV Малатеста, наречен „Малатеста на сонетите“ (на италиански: Malatesta IV Malatesta, Malatesta dei Sonetti; * 1370, Пезаро; † 19 декември 1429, Градара) от рода Малатеста, е италиански кондотиер, капитан на наемническа дружина и господар на Пезаро (1381 – 1429), Фосомброне, Фрата Тодина, Градара, Йези, Тоди, Нарни, Орте и Акуаспарта.

## Произход
Той е единственото дете на италианския кондотиер Пандолфо II Малатеста (* 1325 † 1373) и втората му съпруга Паола Орсини. Има две сестри:
- Елизабета, господарка на Камерино като съпруга на Родолфо III да Варано
- Паола Бианка († 1399), господарка на Форли като съпруга на Синибалдо Орделафи и на братовчед си Пандолфо III Малатеста Велики

Има и двама полубратя от извънбрачни връзки на баща си.

## Биография
Носи прякора Малатеста дей Сонети, защото обича литературата и изобразителното изкуство. Родоначалник на клона Малатеста ди Пезаро, той се жени за Елизабета да Варано, дъщеря на Родолфо II Да Варано, от която има седем деца.
След смъртта на баща си през 1373 г. става господар на Римини, а осем години по-късно поема властта на Пезаро. Служи на папа Урбан VI срещу антипапа Климент VII. Папата през 1387 г. му дава титлата „римски сенатор“.
През 1390 г. се бие срещу болонезците, водени от Джовани да Барбиано, и впоследствие се бие на заплатата на Флоренция срещу Висконти. През 1392 г. е отлъчен от папите за това, че е завладял Тоди.
През 1394 г. постъпва на служба при антипапа Бенедикт XIII, който го назначава за генерален капитан на Болоня, за да се бие срещу папа Бонифаций IX . В конфликта срещу църковните милиции Малатеста унищожава няколко местности в Умбрия и Лацио и завладява Нарни и Орте, от които поема поста на подест. В крайна сметка сключва мир с папата.
През 1400 г. отново е на служба при папите, които го назначават за генерален капитан, а през 1404 г. е на служба на Венеция. Венецианците му поверяват армия от около 20 000 единици, за да се бие срещу Да Карара. Битката е загубена от Малатеста, който в крайна сметка е пленен от противниците си.
Той се обръща към антипапа Александър V, който през 1409 г. му нарежда да се бие в Тоскана заедно с флорентинците, за да се противопостави на войските на крал Ладислав I Анжуйски. Конфликтът продължава до 1412 г., с помирението с папите. Именно поради тази причина той преминава на страната на противниците, за да се бори срещу антипапа Йоан XXIII.
През 1415 г. той се бие срещу перуджанците, водени от Брачо да Монтоне, за защита на своите владения.
През 1423 г. отново е на служба при флорентинците във война срещу Милано. Той е победен от миланците през 1424 г. в Дзагонара, които пленяват братовчед му Карло, както и синовете му Галеацо и Карло, пленени в Градара, обсадени от наемниците на Анджело дела Пергола. На следващата година подписва мирно споразумение с противниците си в Абиатеграсо .
Оттегля се в Градара, където умира на 19 декември 1429 г. на около 59 г.

## Брак и потомство
∞ за Елизабета да Варано (* 1367 †  1405), от която има четирима сина и три дъщери:
- Галеацо (* 1385, † 1452), господар на Пезаро, ∞ 14 юни 1405 за Батиста да Монтефелтро, дъщеря на граф Антонио II да Монтефелтро
- Карло (* 1390, † 1438), господар на Пезаро, ∞ 1428 за Витория Колона, племенница на папа Мартин V
- Тадеа († 1427)
- Пандолфо (* 1390, † 1441), архиепископ на Патра (1424 – 1441)
- Галеото II (* 1398, † 1414)
- Паола (* 1393, † 1449), ∞ 22 август 1409 в Пезаро за Джанфранческо I Гонзага (* 1395 † 1444), маркграф на Мантуа
- Клеофа († 1433), ∞ 21 януари 1421 в Мистра за Теодор II Палеолог (* 1396 † 1448), деспот на Морея, брат на византийския император Константин XI Палеолог.